# Christine King
Christine Elizabeth King (31 de agosto de 1944) es una historiadora  y administradora universitaria británica. Fue Vicerrectora y Directora Ejecutiva de la Universidad de Staffordshire de 1995 a 2011.
King ha publicado extensamente sobre el Tercer Reich y es considerada una experta en la Alemania Nazi. Anteriormente fue directora de la Escuela de Estudios Históricos y Críticos, y Decana de la Facultad de Artes del Lancashire Polytechnic. En 1990 fue nombrada Subdirectora del Staffordshire Polytechnic, que se convirtió en la Universidad de Staffordshire en 1992.

## Honores
King fue nombrada Comandante de la Orden del Imperio británico (CBE) en la lista de honores de Año Nuevo 2007 por servicios a la educación superior. Es una miembro de la Sociedad Histórica Real y Teniente Adjunta para Staffordshire.